# Synagogue de Bouzonville
La synagogue de Bouzonville est une synagogue située dans la commune française de Bouzonville dans le département de la Moselle dans le Grand Est.
Elle a été construite en 1960. La synagogue est située dans la rue des Résistants.
La communauté juive de Bouzonville avait auparavant deux bâtiments, construits respectivement en 1805 et 1850. La deuxième synagogue a été détruite par les forces d'occupation allemandes en 1940. 